# Región vitícola del Sur

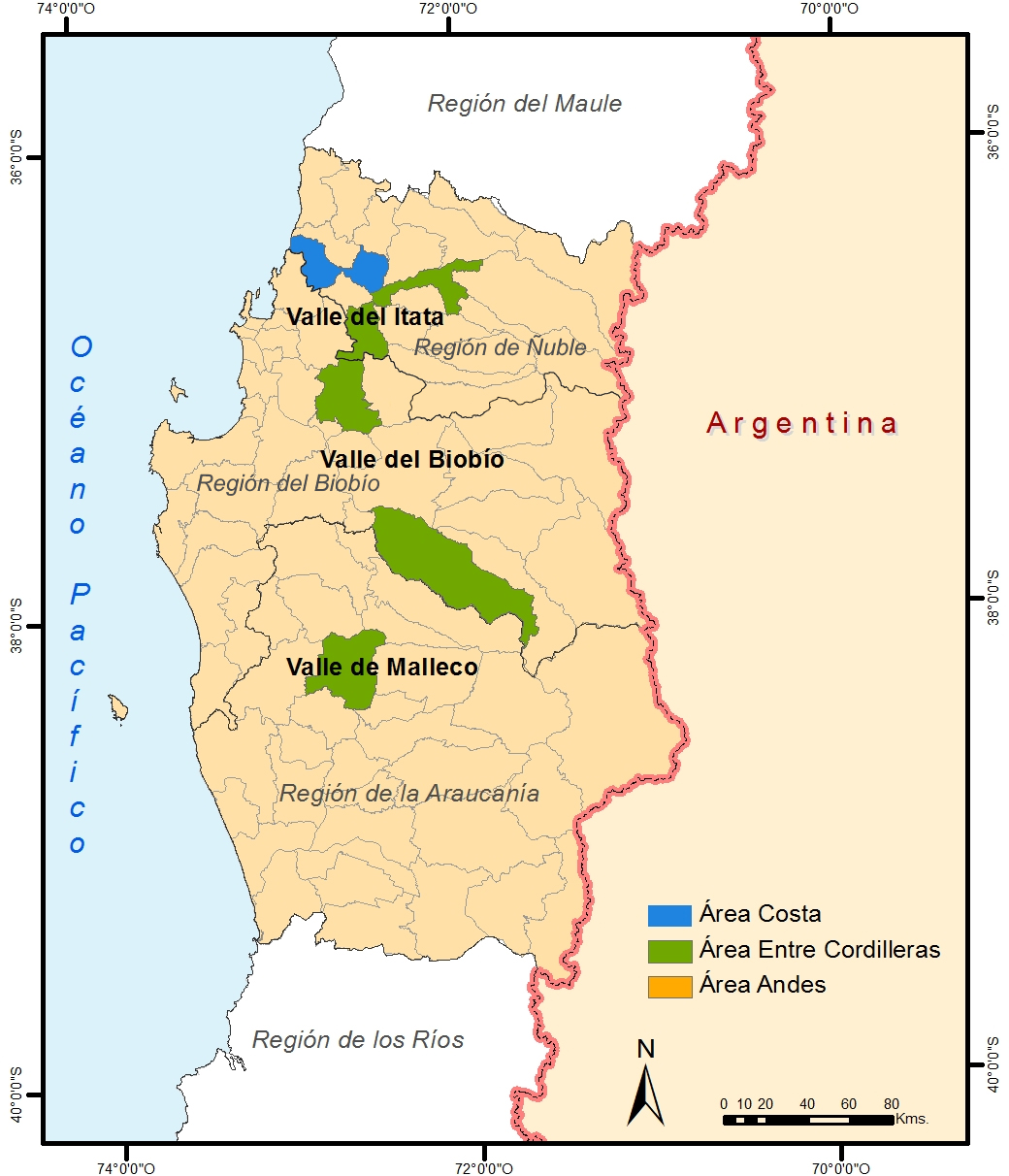
Región Vitícola Sur, Chile

El Sur es una de las seis regiones vitícolas de Chile oficialmente identificadas como tales según lo dispuesto por el Decreto de Agricultura n.º 464 de 14 de diciembre de 1994, que establece la zonificación vitícola del país y fija las normas para su utilización como denominaciones de origen. Los vinos chilenos con esta denominación de origen deben ser elaborados al menos con un 75% de uvas procedentes de la región.

## Subregiones
La región vitícola del Sur se extiende entre la Región de Ñuble y la Región de la Araucanía. Comprende tres subregiones vinícolas: el Valle del Itata, el Valle del Bío-Bío y el Valle del Malleco.  

### Valle del Itata
En la subregión vitícola Valle del Itata hay cuatro áreas vitícolas que corresponden a 13 comunas a saber:
- El área vitícola de Chillán, compuesta por las comunas administrativas de Chillán, Bulnes, San Carlos y Chillán Viejo
- El área vitícola de Quillón, compuesta por las comunas administrativas de Quillón, Ránquil y Florida
- El área vitícola de Portezuelo, compuesta por las comunas administrativas de Portezuelo, Ninhue, Quirihue y San Nicolás
- El área vitícola de Coelemu, compuesta por las comunas administrativas de Coelemu y Treguaco

### Valle del Bío-Bío
En la subregión vitícola Valle del Bío-Bío hay dos áreas vitícolas que corresponden a 5 comunas a saber:
- El área vitícola de Yumbel, compuesta por las comunas administrativas de Yumbel y Laja
- El área vitícola de Mulchén, compuesta por las comunas administrativas de Mulchén, Nacimiento y Negrete

### Valle del Malleco
Finalmente, en la subregión Valle del Malleco se distingue sólo el área de Traiguén, cuyo territorio corresponde a la comuna Traiguén.

## Viticultura
De acuerdo al Catastro Frutícola Nacional 2015 y al Catastro Vitícola Nacional del año 2014, la Región de Ñuble junto a la Región del Biobío y la Provincia de Malleco conforman la subregión vitícola del Sur cuenta con un total de 9.617,11 ha de viñedos, de los cuales 9.568,05 ha se encuentran entre la Región de Ñuble y la Región del Biobío y 49,06 ha se encuentran en la provincia de Malleco. En esta subregión no hay plantaciones de uva de mesa.

### Viníferas blancas
Las variedades de uva viníferas blancas cuentan con una superficie cultivada de 4.413,13 ha en la región de Ñuble y la región del Biobío, mientras que 30.34 ha están en la provincia de Malleco, sumando un total de 4.443,47 ha en la región vitícola Sur.
Las variedades blancas que se cultivan actualmente en las regiones de Ñuble y Biobío son 18, a saber: Chardonnay, Chasselas, Gewürztraminer, Marsanne, Moscatel amarilla, Moscatel de Austria, Moscatel negra,  Mocatel rosada (pastilla), Pedro Jiménez, Pinot gris, Riesling, San Francisco, Sauvignon Blanc, Sauvignon vert, Semillón, Torontel, Viognier y Moscatel de Alejandría 3.024,20 ha, esta última es el mayor cultivo en la región.
Por su parte, en la provincia de Malleco, hay solo 4 variedades que se cultivan: Chardonnay, Gewürztraminer, Riesling, Moscatel de Alejandría,  y Sauvignon Blanc.

### Viníferas tintas
Los cultivos de variedades viníferas tintas poseen una superficie de 5.154,92 ha, en las regiones de Ñuble y Biobío, mientras que en la provincia de Malleco hay 18,72 ha plantadas. En total la región vitícola Sur posee 5.173, 64 ha.
La Región de Bio Bio, cuenta con 18 variedades de cepas tintas: Cabernet Franc, Cabernet Sauvignon, Cargadora, Carignan, Carménère, Cinsault, Corinto, Malbec, Lacrimae Christi, Merlot, Petit Verdot, Pinot meunier, Pinot Noir, Portugais bleu, Syrah, Tintoreras, Zinfandel y Misión (país), esta última con 2.559,61 ha. Mientras que en la provincia de Malleco las 17,72 ha corresponden a la cepa Pinot Noir.

## Vinicultura

### Variedades viníferas
En la región vitícola Sur, las regiones administrativas que corresponden a esta división vitícola, declararon para el año 2015 una producción de 16.552.418 litros con base en variedades viníferas, concentrada en su totalidad entre las regiones de Ñuble y Biobío litros de producción netamente vinífera. Esta región concentra el 14.2% de la producción nacional.
La mayor parte de la producción corresponde a vino tinto con 9.352.084 litros, es decir el 15,7% de la producción nacional de vinos con base en variedades viníferas. Mientras que hay 6.892.266 litros de vino blanco producido con variedades viníferas, lo que significa el 40,9% de la producción nacional.
Esta región vitícola produce 1.010 litros de mosto tinto, que significa sólo 0,002% de la producción nacional y 25.610 litros de mosto blanco que es el 0,001% de la producción nacional de mosto blanco con base en variedades viníferas. Siendo la región más meridional en la producción de mostos sobre la base de variedades viníferas.
Existe además esta región vitícola, la producción de chicha con base en variedades viníferas alcanzó a 281.448 litros que corresponde al 34,7% de la producción nacional y es la región más meridional en la producción de chicha con base en variedades viníferas.

### Variedades de mesa
En la región vitícola Sur, y particularmente en las regiones de Ñuble y Biobío, la producción de vino sobre la base de variedades de mesa alcanzó a 27860 litros, de los cuales 13.500 litros corresponden a vinos tintos y 14.360 litros a vinos blancos producidos con base en variedades de mesa.
Esta región no presenta producción de mostos o chichas con base en variedades de mesa.